# Rugby à XV aux Tonga
Le rugby à XV est un sport d’équipe introduit au début du XXe siècle aux îles Tonga. Il est considéré comme le sport le plus populaire du pays. Les Tonga sont définies par l’International Rugby Board (IRB) comme une équipe de deuxième division mondiale. L'équipe nationale a disputé à huit reprises la Coupe du monde de rugby à XV, ne parvenant pas à dépasser le stade des poules. Toutefois, l'équipe a fait bonne impression en 2007, 2011 et même en 2019.

## Historique
Le rugby est introduit dans les îles Tonga au début du vingtième siècle par des marins et des missionnaires. La fédération tongienne de rugby à XV est créée en 1923. Pour leur premier test match disputé à Nuku'alofa en 1924, les Tonga battent les Fidji par 9 à 6. Cependant l'équipe des Tonga perd la revanche et le troisième match se termine par un résultat nul. les îles Fidji et Tonga ont joué des séries de trois test matches tous les deux ans. Ces matches sont très disputés, certains devant même être interrompus, comme en 1928. Les Tonga rencontrent pour la première fois les voisins des îles Samoa en 1954. Les Tongiens battent l'équipe des Māori de Nouvelle-Zélande en 1969, mais attendent 1973 pour disputer d'autres tests contre l'Australie. L'année suivante, les Tonga font une tournée en Grande-Bretagne. Leur match contre le pays de Galles se termine sur le score de 7 à 26 pour les Îliens . Ils ne remportent qu'une seule victoire en dix matches disputés pendant cette tournée.
Les Tonga restent peu connues dans le domaine du rugby, jusqu'en 1986 lorsque l'équipe du pays de Galles fait une tournée dans les îles du Pacifique. Le match Tonga-pays de Galles fait sensation par les brutalités qui sont commises, Jonathan Davies qualifie l'équipe des Tonga de la plus sale/irrégulière qu'il ait jamais rencontrée. Ces deux équipes se retrouvent l'année suivante lors de la première Coupe du monde de rugby à XV.
En 1994, les Tongiens sont champions du Pacifique Sud. Mais après avoir remporté en juin 1999 une victoire de prestige sur les Français (20-16) à Nuku'alofa, ils sont humiliés peu après par les All Blacks sur la marque sans appel de 102 à rien.

### Parcours en Coupe du monde
L'équipe des Tonga participe à toutes les éditions de la Coupe du monde à l'exception de la deuxième. Elle n'est pas encore parvenue à se qualifier pour la phase éliminatoire.
- Lors de la Coupe du monde 1987, les protagonistes de la tournée "agitée" de 1986 sont dans la même poule mais les esprits se sont apaisés : le pays de Galles l'emporte sans gloire (29-16). Les Tonga perdent aussi les deux autres matches du premier tour.
- Pas de qualification pour l'édition de 1991.
- Les Tonga se qualifient pour la Coupe du monde 1995 en devançant les Fidji à la différence de points. Elles ne réussissent cependant à remporter qu'une victoire contre la Côte-d'Ivoire.
- En 1999, ce sont les Italiens qui sont les seules victimes des joueurs du Pacifique.
- L'équipe des Tonga perd tous ses matches de l'édition 2003, résistant cependant bien contre le pays de Galles (défaite 20-27).
- En 2007 en France, les Tonga obtiennent deux victoires contre les États-Unis (25-15) et face à leurs voisins des Samoa (19-15) alors que quelques mois auparavant ils ont accusé une lourde défaite (50-3). Mais leur plus grosse performance est réalisée contre l'Afrique du Sud, qui pour ce match a fait jouer l'équipe bis. La victoire sur le fil (30-25) des Sud-Africains n'est due qu'à un faux rebond sur un coup de pied à suivre de Pierre Hola qui part en touche. Ils perdent finalement leur dernier match de poule contre l'Angleterre et manquent de peu la qualification pour les quarts de finale. Le manque de grands matchs internationaux leur fait cruellement défaut.
- Édition 2011 : deux victoires face au Japon (31-18) et contre toute attente face à la France (19-14). En fait, une première victoire sur la France en tournée est déjà obtenue en juin 1999.
- 2015 en Angleterre : une seule victoire contre la Namibie.
- Enfin, dernièrement au Japon en 2019, aucune victoire, bien que les guerriers du Pacifique aient donné du fil à retordre aux Tricolores (23-21) pour leur troisième rencontre en poule de Coupe du monde (après 2011 et 1995). Ceux-ci ont gagné la 'belle' de justesse.

## Institutions dirigeantes
La Fédération tongienne de rugby à XV (Tonga Rugby Football Union) est l’institution dirigeante de ce sport. La fédération est membre de la Pacific Islands Rugby Alliance (PIRA), avec les Fidji et les Samoa. La fédération est créée en 1923 et la TRFU formée en 1923. Les Tonga sont considérées comme une équipe de « deuxième division mondiale » par World Rugby (en anglais : High performance Tier 2).

## Popularité
Les îles Tonga apprécient particulièrement le rugby. C'est un pays pauvre, les meilleurs joueurs partent à l'étranger et les îles Tonga fournissent bon nombre de grands joueurs au championnat australien de rugby à XV. Elles ont donné quelques grands joueurs aux équipes d'Australie (Toutai Kefu, Willy Ofahengaue), de Nouvelle-Zélande (Jonah Lomu, Isitolo Maka). De jeunes joueurs sont même approchés par le Japon qui manque de gabarits et qui dispose d'un championnat à la santé financière florissante.

## Compétitions de clubs

### Datec Cup Provincial Championship
La Datec Cup Provincial Championship doit permettre de préparer les joueurs locaux aux rencontres internationales. 

### Pacific Rugby Cup
L’IRB Pacific Cup a vu le jour en 2006 et oppose six équipes représentant les Fidji, les Samoa et les Tonga. Les Tonga ont deux équipes participantes : les Tau'uta Reds et les Tautahi Gold. Le but de ce tournoi est d’améliorer la qualité du rugby à XV dans les îles du Pacifique.

## Équipe nationale
Les Tonga ont disputé huit Coupes du monde sur neuf depuis 1987. Les Tongiens ont disputé le Tri-nations du Pacifique avec les Fidji et les Samoa. Cette dernière compétition est remplacée à partir de 2006 par la Pacific Nations Cup, où ils affrontent les Fidji, les Samoa, le Japon, l'équipe Junior All Blacks (remplacée depuis par les Maoris) et l’équipe A australienne (en rugby l’équipe A est une équipe réserve). Les couleurs tongiennes sont un maillot rouge, avec un short blanc, des bas rouges avec une rayure blanche. Les Tongiens exécutent l'équivalent tongien du Ka mate (haka) néo-zélandais, le Kailao, chant traditionnel.
Les Tonga ont également une équipe nationale de rugby à sept.